# Carena de Cal Savoia

La Carena de Cal Savoia, respecte del terme de Granera

La Carena de Cal Savoia és una formació muntanyosa del terme municipal de Granera, al Moianès.
Està situada a la part central-occidental del terme, entre el torrent de la Rectoria, al nord, i el torrent de l'Estevenell, al sud. El seu extrem oriental és el lloc on es troba l'església parroquial de Sant Martí de Granera i la Casa de la Vila de Granera.